# بريتولي
بريتولي (بالإيطالية: Brittoli)‏ هي بلدية في مقاطعة بسكارا في إقليم أبروتسو الإيطالي.

## السكان
في سنة 1861 بلغ عدد السكان 1٬457 نسمة، وتطور العدد ليصل في سنة 2018 لـ 275 نسمة.
يظهر هذا المخطط البياني تطور النمو السكاني لـ بريتولي